# Ao-Andō

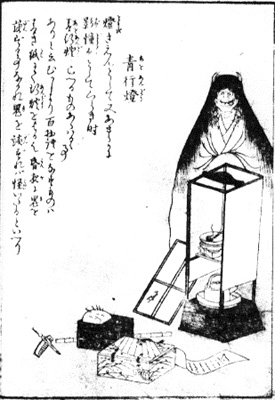
Ein Ao-Andō, wie er in Sekiens Konjaku Hyakki Shūi von 1780 erscheint

Ao-Andō (青行燈; wörtl. „Blauer Andon-Geist“), auch Aoandon genannt, ist der Name eines fiktiven Wesens der japanischen Mythologie. Es soll sich um einen Yōkai oder Yūrei handeln, der nach einem bestimmten Ritual aus einer Andon-Laterne erscheint.

## Beschreibung
Der Ao-Andō wird als hochgewachsenes, humanoides Wesen mit langen, schwarzen Haaren und spitzen Zähnen beschrieben. Er soll bläulich schimmern und ihm sollen zwei lange, spitze Hörner aus den Schläfen wachsen. Der Ao-Andō soll nur erscheinen, wenn das berühmt-berüchtigte Spiel Hyakumonogatari Kaidankai (百物語怪談会; dt. „100 gesammelte Geistergeschichten“) wirklich zu Ende gespielt wird. Der Ao-Andō steigt dann aus der 100. Andon-Laterne auf und versucht nun, von demjenigen Besitz zu ergreifen, der die letzte Andon-Laterne ausgepustet hatte. Alternativ nimmt der Yōkai sein Opfer mit in seine Welt und zwingt es dazu, auf ewig gruselige Geschichten für ihn zu erzählen. Da sich aber viele Menschen nicht trauen, alle 100 Geistergeschichten zu Ende zu erzählen und das letzte Licht auszumachen, soll man dem Ao-Andō entsprechend selten begegnen.

## Hintergründe
Bei der Andon-Laterne handelt es sich um eine kleine, traditionelle und kastenförmige Laterne mit Bambus- oder Holzrahmen, die mit Japanpapier bespannt sind. Es gibt sie als Stehlaternen oder als Hängeleuchte. Beliebt waren (und sind) auch ganz kleine Bettleuchten im Andon-Stil.
Bekannt und gefürchtet war der Yōkai Ao-Andō offenbar schon länger, erstmals bildlich festgehalten wurde er 1780 in Toriyama Sekiens Werk Konjaku Hyakki Shūi (今昔百鬼拾遺; 100 Dämonen von einst und jetzt, Fortsetzung). Sekien merkt an, dass der Yokai nur dem erscheine, der mutig genug sei, die 100. Geschichte zu erzählen. Außerdem warnt er (halb im Scherz) davor, keine Gruselmärchen in dunklen Nächten zu erzählen oder gar zu erfinden. Seltsame Dinge würden sich sonst zutragen.
Das Gesellschaftsspiel Hyaku-monogatari Kaidan-kai erfreute sich in Japan besonders während der Edo-Zeit (18. Jahrhundert) großer Beliebtheit. Bei diesem Ritual wurden einhundert Andon-Laternen in einem kleinen, schlichten Raum entzündet und ein Spiegel in der Mitte platziert. In einem Nachbarraum versammelten sich mehrere Teilnehmer und alle mussten insgesamt einhundert Geistergeschichten erzählen. Nach jeder Geschichte wurde eine der Andon-Laternen gelöscht. Jeder, der eine Laterne löschte, musste in den Spiegel schauen, bevor er den Raum wieder verlassen durfte. Durch das Löschen der Laternen wurde es in dem Ritualraum immer dunkler. Nach dem Löschen der letzten Laterne soll es Geistern und Dämonen möglich sein, in die Welt der Menschen überzuwechseln. Der Ao-Andō soll eines der unzähligen möglichen Wesen sein, die erscheinen können.